# Girolamo Troppa

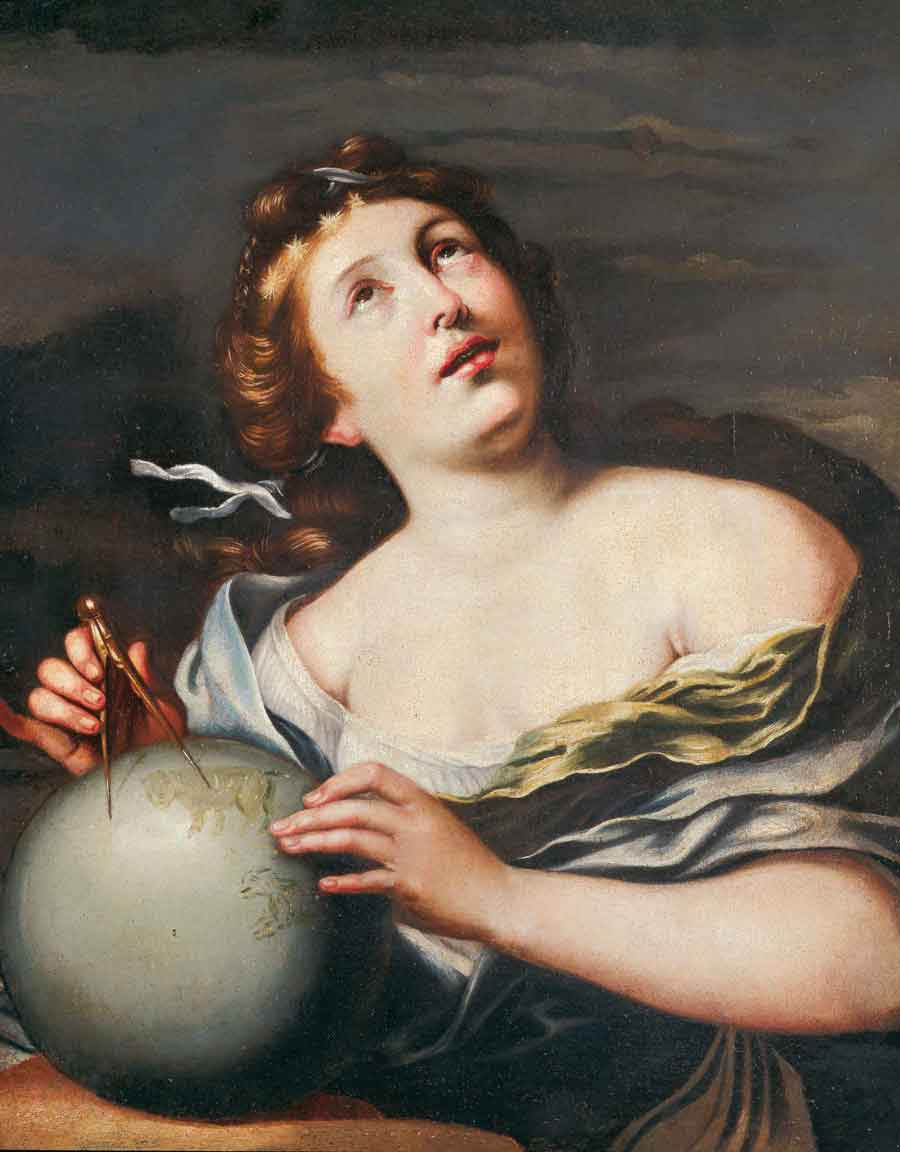
Allegori över astronomin.

Girolamo Troppa, född 1637 i Rocchette, död 1710 i Rom, var en italiensk målare. Han har bland annat utfört fresker i kyrkorna Sant'Agata in Trastevere och Santi Ambrogio e Carlo al Corso i Rom.